# Swami Kanji
Swami Kanji (21 avril 1890-28 novembre 1980) est un érudit du jaïnisme qui a créé son propre mouvement inscrit dans la branche digambara.
Il est né à Umrala un petit village de l'état princier de Bhavnagar, aujourd'hui dans le Gujarat, en Inde. Très tôt il décida de prendre l'habit de moine. Il lu de nombreux textes des jaïns célèbres du Moyen Âge. Cependant son enseignement n'arriva que tardivement. Il est d'abord redevenu laïc et a fondé une maison, L'Étoile de l'Inde en 1937 pour mettre en place sa communauté: le Kanji Panth. Il est ensuite allé professer, et donner des conférences à travers toute l'Inde. S'il n'a écrit aucun livre, ses fidèles ont conservé des enregistrements de ses enseignements. Swami Kanji aimait parler de l'âme, de la vérité et de la foi droite, un des Trois Joyaux; un de ses ouvrages préférés était L'Essence des Doctrines: Samaya Sara de Kundakunda. Ses fidèles l'ont surnommé: Montagne de lumière. Il meurt à Bombay en 1980.